# Chiesa di Santa Maria Assunta (Albaredo d'Adige)
La chiesa di Santa Maria Assunta è la parrocchiale di Albaredo d'Adige, in provincia e diocesi di Verona; fa parte del vicariato dell'Est Veronese, precisamente dell'Unità Pastorale Albaredo-Ronco.

## Storia
L’edificio sacro sorge su una piccola altura, non lontana dalla confluenza del torrente Alpone con il fiume Adige, e ha origini antiche. Sappiamo che nell’893 Berengario del Friuli donò la Curte de Albaredo a sua figlia, la contessa Gisla, ma la prima citazione di una chiesa ad Albaredo, chiamata ecclesia Sanctae Mariae apud Albaredum, risale al 1191. 
Da un altro documento, datato 24 giugno 1347, si viene a sapere che il luogo di culto è sede parrocchiale, con arciprete, anche se la struttura deve essere stata piuttosto piccola.
Nel 1456 l’arciprete commendatario mons. Bartolomeo Cartolari, Canonico della Cattedrale di Verona fece ampliare l’edificio, che fu consacrato il 27 maggio 1462 dal Vescovo suffraganeo di quello di Verona, Ermolao Barbaro, mons. Matteo.

Un’ulteriore consacrazione avvenne il 7 giugno 1492 da parte del Vescovo suffraganeo di Giovanni Michiel, Antonio Zio, a causa dell’aggiunta della cappella dedicata ai Santi Rocco e Sebastiano, cui il conte Michele di Albaredo lasciò tutti i suoi beni due anni dopo.
Dal 1505 il beneficio parrocchiale appartenne, fino alla sua morte, nel 1565, all’Arcivescovo di Corfù Giacomo Cocco, il quale versava uno stipendio annuale ad un sacerdote che lo sostituisse nell’incarico ad Albaredo.

Proprio in questo periodo, nel 1560, la chiesa viene ampliata con l’edificazione di due navate laterali, che, di conseguenza, trasformarono la facciata, che da a capanna passò a salienti.

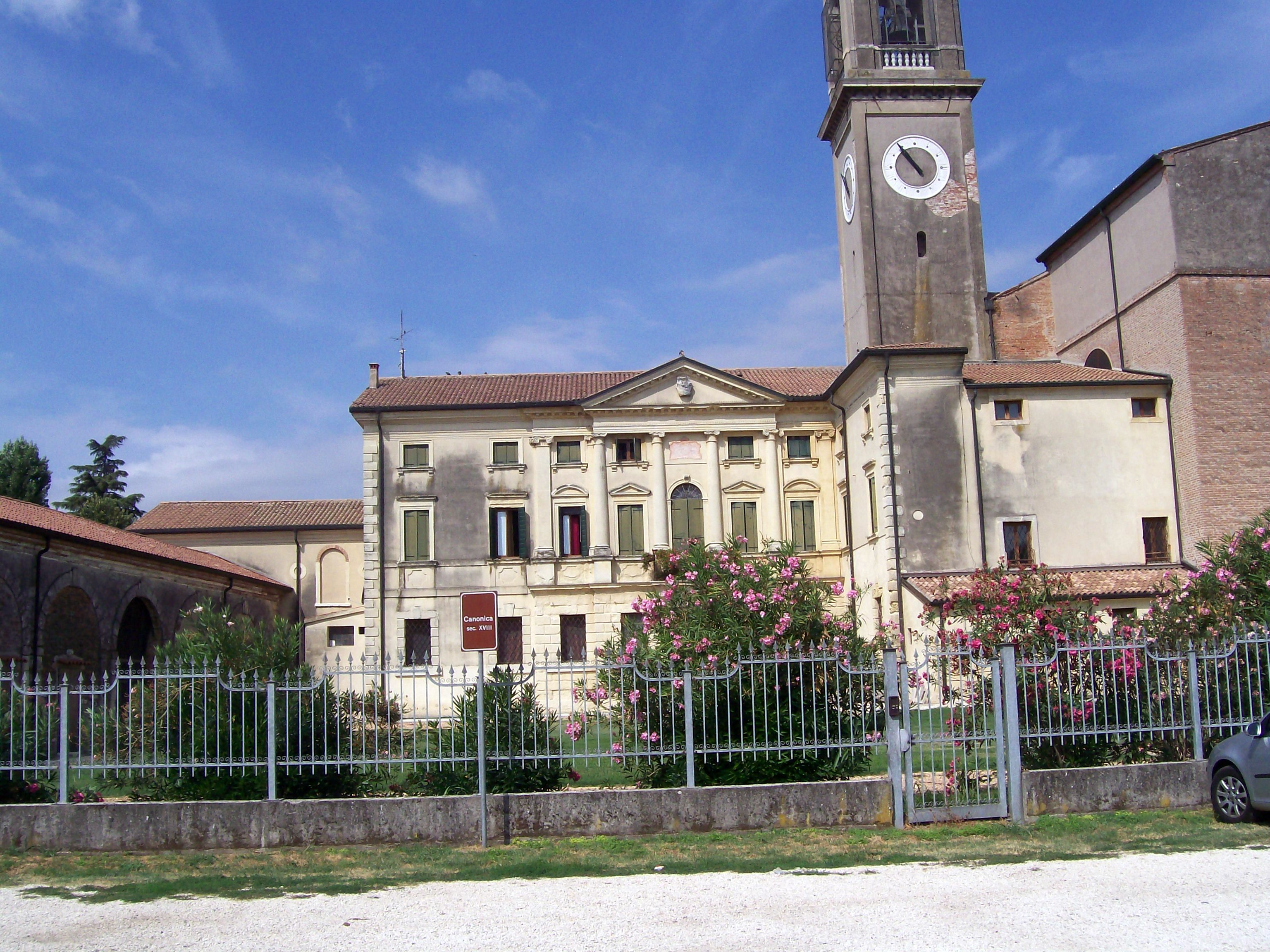
La canonica, voluta e progettata da don Giovanni Simeoni.

Il beneficio passò, nel 1565, al cugino di Giacomo Cocco, Antonio, anch’egli Arcivescovo di Corfù tra il 1565 e il 1577, ma con il Concilio di Trento fu abolita la commenda e la chiesa tornò sotto l’autorità ecclesiastica del Vescovo di Verona, con la nomina di sacerdoti diocesani per la cura d’anime.
Nel XVIII secolo l’edificio era divenuto ormai pericolante e il parroco don Michele Sasselli d’Era (1730-1753), autore della prima storia ecclesiastica di Albaredo, decise di riedificarlo nello stesso luogo, affidando il progetto a Bernardo Leveziol.

I lavori avvennero tra il 1734 e il 1737 e portarono ad avere un luogo di culto quasi nelle forme attuali. Esso fu consacrato la terza domenica di ottobre del 1749 dal Vescovo di Verona Giovanni Bragadin. 
Tra il 1753 e il 1759 don Innocenzo Bordoni fece erigere la sacrestia, mentre nel 1767 don Giovanni Simeoni costruì a sue spese la nuova canonica, progettata da lui stesso in stile rinascimentale.
Nel 1927, per iniziativa di don Romano Caliari, si ampliò la chiesa in lunghezza per dodici metri in direzione della facciata. Questa fu rinnovata su disegno dell’architetto Francesco Banterle di Verona.

L’intervento permise di aggiungere due altari laterali e una cappellina a sinistra dell’ingresso principale con funzione di battistero.
Tra il 1967 e il 1998, mentre era parroco don Antonio Sembenini, vennero effettuati alcuni interventi di restauro della copertura e all’interno della chiesa.

## Descrizione

### Esterno
La facciata settecentesca della chiesa presentava quattro lesene con capitello ionico, con portale centrale e due laterali. Nella parte superiore vi era una fascia da cui ripartivano le lesene per terminare in un frontone
La facciata novecentesca del Banterle è a capanna in stile neoclassico, rivolta verso ovest come la precedente. Essa conserva le vecchie lesene che la dividono in tre parti, però oggi giungono fino al timpano, al cui vertice è presente una massiccia Croce in pietra.

Le porte laterali sono state eliminate, mentre l’ingresso maggiore è incorniciato da due colonne in stile corinzio reggenti un piccolo timpano con cui formano un protiro, sopra il quale è stato ricavato un ampio oculo.
Osservendo esternamente le pareti laterali dell'edificio, in mattoni a vista, si vedono le tracce dell'impianto settecentesco.

Nella parte bassa si notano i segni di quattro finestrelle romaniche in cotto e, sopra, tre finestrelle quadrate, concave agli angoli, mentre, prima della gronda, si trovano le tre finestre a lunetta per lato che introducono la luce naturale nell'edificio.

### Interno
All’interno la chiesa si presenta ad aula unica a pianta rettangolare, con soffitto costituito da una volta a botte dove sono dipinti l’Agnus Dei e le due Tavole dei Dieci Comandamenti.

Negli spicchi incavati dove sono presenti le sei finestre a lunetta con vetrate artistiche, mentre in controfacciata l’oculo presenta una vetrata raffigurante la Vergine Assunta.
Il pavimento della navata è in quadrotte alternate in marmo rosso Verona e marmo biancone a corsi diagonali.
A scandire il ritmo sulle pareti laterali sono le lesene con capitelli a doppia voluta su cui è impostata la trabeazione con fregio iscritto riportante alcune parole del Magnificat in italiano, mentre vi sono tre semicappelle per lato, inquadrate da arcate modanate.
Gli altari laterali, costruiti secondo moduli del XVIII secolo, in marmi policromi e colonne corinzie, hanno tutti al loro interno una statua: sul lato sinistro rispettivamente Sant’Antonio, Sacro Cuore di Gesù e la Pietà; sul lato destro Santa Teresa di Lisieux, San Giuseppe e la Madonna col Bambino, con quest’ultima di fattura quattrocentesca che, per quanto modificata e indorata tra il Settecento e l’Ottocento, ha dei tratti che richiamano le Madonne di  Giovanni Zebellana.
Numerose sono le pale tra una semicappella e l’altra. Entrando dall’ingresso principale, a sinistra, vi è la pregevole tela di Francesco Montemezzano raffigurante la Natività, che, nonostante un restauro nel 1953 di Raffaello Brenzoni, ha perso per sempre la ricchezza dei colori originari.

Segue sullo stesso lato una pala con la Madonna col Bambino e San Luigi Gonzaga, settecentesca, di anonimo veronese, e un'altra con la Vergine con San Domenico e altro santo, attribuita da Giambattista Biancolini ad un certo Monsù Giano.

Sulla parete destra della navata sono collocati una Madonna col Bambino, San Giovanni Battista e Sant'Antonio Abate, opera del XIX secolo di Giovanni Caliari, una Madonna della Cintura con San Giacomo Apostolo e San Pietro d'Alcantara, di un seguace di Antonio Balestra, e Sant'Irene fra i Santi Rocco e Pietro Martire, di anonimo veronese.
Sulle pareti della navata sono presenti i quadri con le stazioni della Via Crucis. Risalgono al XVIII secolo e furono acquistati nella seconda metà del XX secolo a Cuneo.
I confessionali, in noce e con ornamenti in stile corinzio, risalgono al 1840.
In fondo alla navata vi sono due porte, con quella a destra che porta alla sacrestia e quella di sinistra alla cappella feriale, mentre al centro si apre il presbiterio, rialzato di due gradini in pietra bianca, a pianta quadrangolare e che presenta ancora in parte le balaustre.

Pavimentato con lastre quadrate di marmo rosso ammonitico, è coperto da una cupola impostata su pennacchi dove sono stati dipinti i Quattro Evangelisti e con oculo sommitale. Essa è decorata con cassettoni con rosette centrali.
Dietro all’altare postconciliare si trova l’altare maggiore, sopraelevato di alcuni gradini, in marmi policromi, con tronetto in marmo per l’esposizione del Santissimo Sacramento e sopra il quale è collocato un Crocifisso.
Dietro l’altare maggiore vi è l’abside che si chiude con una parete piatta e con la trabeazione su cui è presente l’iscrizione Factus cibus viatorum.

Nell’abside trova posto l’organo con alcune canne a vista.
Nella cappella feriale vi è un piccolo altare con cartiglio in alto che riporta l’iscrizione Ave Maria – 1719.

Le pareti sono ornate da cinque statue, quasi tutte provenienti dalla vecchia chiesa: Sant'Antonio di Padova, San Pietro Martire, Sant'Agnese, San Luigi Gonzaga e San Rocco.
Tra gli arredi preziosi sono da ricordare un calice in argento sbalzato e cesellato del Seicento, una Croce astile d’argento con le figure di Dio Padre e di due Evangelisti, settecentesca, e un ostensorio del 1840.

## Campanile e campane

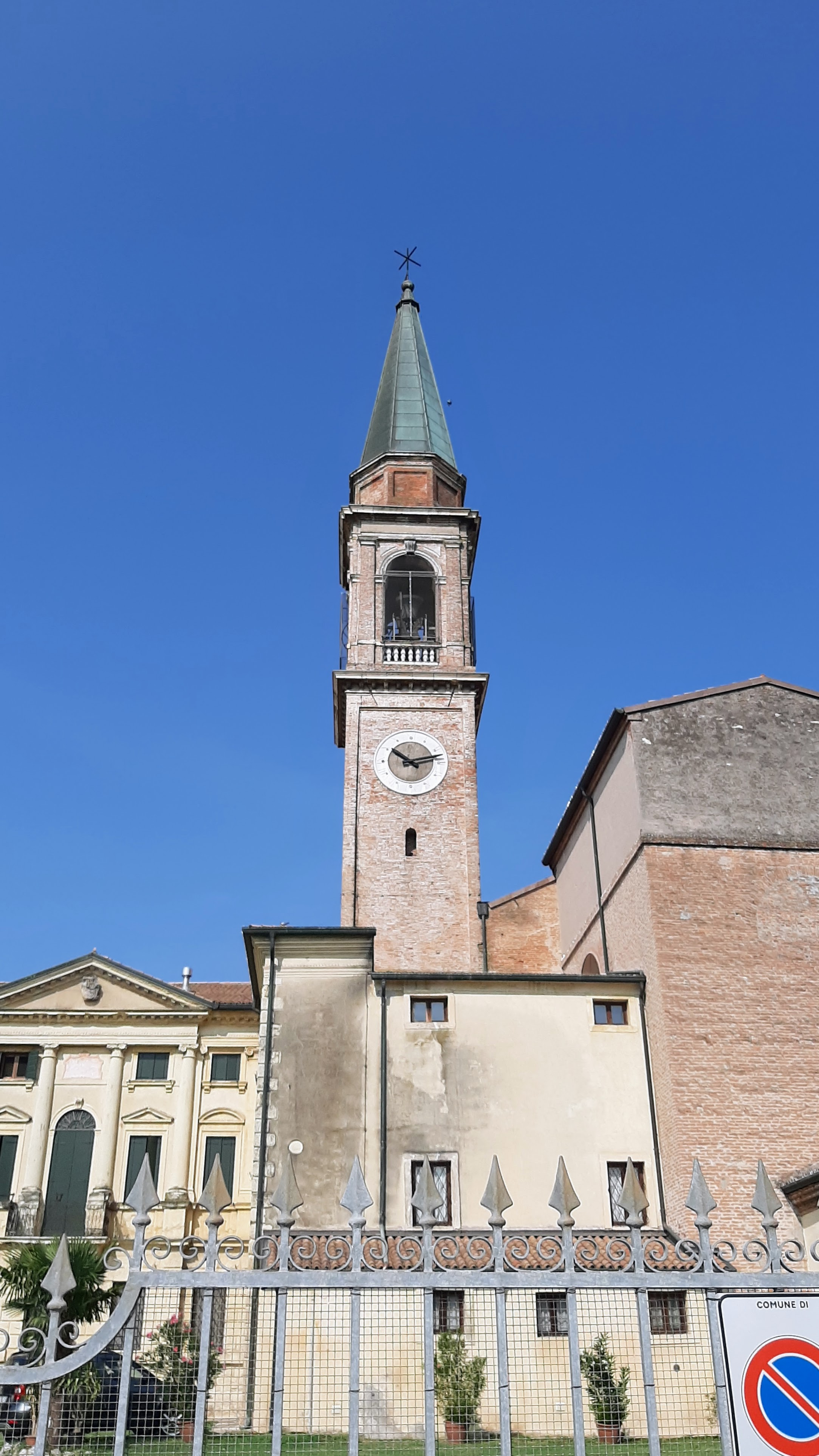
Il campanile, fotografato durante l'esecuzione di un segno a sei campane a sistema veronese.

Il campanile, edificato addossato al fianco sud del presbiterio e alla canonica, è a base quadrangolare e presenta un fusto slanciato in mattoni di laterizio a vista.

La cella campanaria, rinnovata nel 1878, ha una monofora per lato a tutto sesto e balaustrata, mentre sopra, su un tamburo ottagonale in cotto, vi è una cuspide lignea rivestita in rame su cui svetta una Croce metallica con banderuola segnavento.
La torre, attestata fin dal Cinquecento, fu ricostruita nel 1770 a causa della caduta di un fulmine..
Il concerto campanario presente oggi sulla torre è composto da 6 campane in REb3, montate veronese e a doppio sistema, cioè suonabili manualmente ed elettricamente.

Questi i dati del concerto:
1 – REb3 – diametro 1313 mm - peso 1267 kg - fusa nel 1844 da Cavadini di Verona.
2 – MIb3 – diametro 1170 mm - peso 915 kg - fusa nel 1844 da Cavadini di Verona.
3 – FA3 – diametro 1048 mm – peso 659 kg - fusa nel 1844 da Cavadini di Verona.
4 – SOLb3 – diametro 983 mm – peso 535 kg - fusa nel 1844 da Cavadini di Verona.
5 – LAb3 – diametro 873 mm – peso 384 kg – fusa nel 1844 da Cavadini di Verona.
6 – SIb3 – diametro 776 mm – peso 277 kg – fusa nel 1923 da Cavadini di Verona.
Il suonatore di campane Pietro Sancassani riporta che in precedenza erano 5, in SI3
 
Dal Diario veronese del suonatore di campane Luigi Gardoni si legge in data 28 novembre 1844 della fusione da parte dei fratelli Luigi e Francesco Cavadini alla fonderia vecchia alla Bernarda delle sei campane per Albaredo.